# Эохайд IV
Эохайд IV Злобный (Эохайд мак Аэда; гэльск. Eochaid mac Áeda; умер в 819) — король гэльского королевства Дал Риада, правил с 811 по 819 год.

## Биография
Эохайд IV был сыном Эда (или Аэда) Белого и его жены-пиктонки. Он был двоюродным братом пиктского короля Константина. Видимо, не без его помощи он смог стать королём Дал Риады. Однако он правил не один, а вместе со своим племянником Домналлом III, сыном Константина.
В 819 году Эохайд IV умер и Доманалл III стал править единолично.